# Václav Duda
Václav Duda (* 22. září 1941 Plzeň, Protektorát Čechy a Morava) byl československý házenkář. Původním povoláním strojní zámečník. Na kontě má zlatou, stříbrnou i bronzovou medaili z házenkářských mistrovství světa. V roce 1968 si zahrál také ve Výběru světa.

## Kariéra
Hráčskou kariéru začínal za TJ Spartak Škoda Plzeň. V osmnácti letech přestoupil do týmu HC Dukla Praha, se kterým získal řadu ligových titulů, dokonce i Pohár mistrů evropských zemí. V týmu zůstal do konce své hráčské kariéry (1959–75).  Později působil jako trenér B týmu Dukly Praha. Nakonec se začal věnovat tenisu.

## Reprezentace
Od roku 1960 nastupoval za československou reprezentaci. Za jedenáct let odehrál v národních barvách 80 zápasů a vstřelil více než 250 branek.